# J.League Division 1 2013
Die J.League Division 1 2013 war die 21. Spielzeit der höchsten Division der japanischen J.League und die fünfzehnte unter dem Namen Division 1. An ihr nahmen achtzehn Vereine teil. Die Saison begann am 2. März und endete am 7. Dezember 2013.
Sanfrecce Hiroshima konnte seinen Titel erfolgreich verteidigen; für das Team aus West-Honshū war es der zweite J.League-Titel und die insgesamt siebte japanische Meisterschaft. Für die AFC Champions League 2014 platzierten sich neben Sanfrecce der Sieger des Kaiserpokal 2013 Yokohama F. Marinos, der Dritte Kawasaki Frontale und der Vierte Cerezo Osaka. Direkte Absteiger in die Division 2 2014 waren der Tabellensechzehnte Shonan Bellmare, der Siebzehnte Júbilo Iwata sowie Tabellenschlusslicht Ōita Trinita.

## Modus
Wie in der Vorsaison standen sich die Vereine im Rahmen eines Doppelrundenturniers zweimal, je einmal zuhause und einmal auswärts, gegenüber. Für einen Sieg gab es drei Punkte, bei einem Unentschieden erhielt jede Mannschaft einen Zähler. Die Abschlusstabelle wurde also nach den folgenden Kriterien erstellt:
1. Anzahl der erzielten Punkte
2. Tordifferenz
3. Erzielte Tore
4. Ergebnisse der Spiele untereinander
5. Entscheidungsspiel oder Münzwurf

Der Verein mit dem besten Ergebnis am Ende der Saison errang den japanischen Meistertitel. Die besten drei Teams qualifizierten sich für die AFC Champions League 2014, sollte eine dieser Mannschaften zusätzlich den Kaiserpokal 2013 gewinnen, rückte der Viertplatzierte nach. Die drei schlechtesten Mannschaften stiegen in die J.League Division 2 2014 ab.

## Teilnehmer
Insgesamt nahmen achtzehn Mannschaften an der Spielzeit teil. Hierbei verließen Vissel Kōbe, Gamba Osaka und Consadole Sapporo als schlechteste Teams der Vorsaison die Liga in Richtung Division 2 2013. Insbesondere der Abstieg von Gamba Osaka war beachtenswert, denn zum einen waren sie seit der Gründung der J.League ununterbrochen in der Spielklasse ansässig gewesen und zum anderen verfügten sie trotz ihres vorletzten Tabellenplatzes über ein positives Torverhältnis. Auch der Sechzehnte Vissel konnte sich vor seinem dritten Abstieg mit sechs Jahren über einen längeren Zeitraum in der Klasse halten, lediglich Consadole kehrte wie schon in der Saison 2009 als abgeschlagener Tabellenletzter nach nur einem Jahr in die Division 2 zurück.
Ersetzt wurden die drei Absteiger durch die besten zwei Vereine der J.League Division 2 2012 sowie erstmals durch den Gewinner von Aufstiegsplayoffs nach englischem Vorbild. Meister Ventforet Kofu konnte den Abstieg aus dem Oberhaus am Ende der Saison 2011 sofort reparieren, der Zweitplatzierte Shonan Bellmare kehrte nach zwei Jahren Division 2 in die Division 1 zurück. Ōita Trinita schließlich wurde in der regulären Saison nur Sechster, setzte sich dann jedoch zunächst beim Drittplatzierten Kyōto Sanga mit 4:0 durch und schlug anschließend den Fünften JEF United Ichihara Chiba im Olympiastadion Tokio knapp mit 1:0, was zur ersten Division 1-Teilnahme des Vereins seit drei Jahren führte.
| Verein              | Stadt/Region                   |
| ------------------- | ------------------------------ |
| Albirex Niigata     | Niigata und Seirō, Niigata     |
| Cerezo Osaka        | Osaka, Osaka                   |
| Júbilo Iwata        | Iwata, Shizuoka                |
| Kashima Antlers     | Kashima, Ibaraki               |
| Kashiwa Reysol      | Kashiwa, Chiba                 |
| Kawasaki Frontale   | Kawasaki, Kanagawa             |
| Nagoya Grampus      | Nagoya, Aichi                  |
| Ōita Trinita        | Ōita, Ōita                     |
| Ōmiya Ardija        | Saitama, Saitama               |
| Sagan Tosu          | Tosu, Saga                     |
| Sanfrecce Hiroshima | Hiroshima, Präfektur Hiroshima |
| Shimizu S-Pulse     | Shizuoka, Shizuoka             |
| Shonan Bellmare     | Hiratsuka, Kanagawa            |
| FC Tokyo            | Tokio                          |
| Urawa Red Diamonds  | Saitama, Saitama               |
| Vegalta Sendai      | Sendai, Miyagi                 |
| Ventforet Kofu      | Städteverbund in Yamanashi     |
| Yokohama F. Marinos | Yokohama, Kanagawa             |

## Trainer
| Verein              | Cheftrainer                                           |
| ------------------- | ----------------------------------------------------- |
| Vegalta Sendai      | Makoto Teguramori                                     |
| Kashima Antlers     | Toninho Cerezo                                        |
| Urawa Reds          | Michael Petrović                                      |
| Omiya Ardija        | Zdenko Verdenik → Takeyuki Okamoto → Tsutomu Ogura    |
| Kashiwa Reysol      | Nelsinho Baptista                                     |
| FC Tokyo            | Ranko Popović                                         |
| Kawasaki Frontale   | Yahiro Kazama                                         |
| Yokohama F. Marinos | Yasuhiro Higuchi                                      |
| Shonan Bellmare     | Cho Kwi-jae                                           |
| Ventforet Kofu      | Hiroshi Jōfuku                                        |
| Albirex Niigata     | Masaaki Yanagishita                                   |
| Shimizu S-Pulse     | Afshin Ghotbi                                         |
| Júbilo Iwata        | Hitoshi Morishita → Tetsu Nagasawa → Takashi Sekizuka |
| Nagoya Grampus      | Dragan Stojković                                      |
| Cerezo Osaka        | Levir Culpi                                           |
| Sanfrecce Hiroshima | Hajime Moriyasu                                       |
| Sagan Tosu          | Yoon Jong-hwan                                        |
| Oita Trinita        | Kazuaki Tasaka                                        |

## Spieler
| Verein              | Spieler |
| ------------------- | --- |
| Vegalta Sendai      | Jirō Kamata (29/0), Kōdai Watanabe (20/1), Naoki Ishikawa (27/3), Makoto Kakuda (26/5), Toshihiro Matsushita (26/2), Takayuki Nakahara (11/0), Ryang Yong-gi (30/4), Yoshiaki Ōta (34/2), Atsushi Yanagisawa (20/3), Hayato Sasaki (22/0), Heberty (16/1), Takuto Hayashi (34/0), Shingo Tomita (32/0), Wilson (30/13), Yūki Mutō (22/0), Takuya Wada (4/0), Naoya Tamura (14/0), Shingo Akamine (28/3), Naoki Sugai (22/2), Kōji Hachisuka (20/0), Hironori Ishikawa (8/1), Hiroshi Futami (1/0) |
| Kashima Antlers     | Daiki Iwamasa (18/0), Kazuya Yamamura (24/3), Takeshi Aoki (34/2), Kōji Nakata (25/0), Juninho (30/3), Yūya Ōsako (33/19), Masashi Motoyama (24/0), Davi (26/10), Atsutaka Nakamura (16/3), Gen Shōji (4/0), Takuya Honda (7/0), Takanori Maeno (20/0), Gaku Shibasaki (34/2), Hitoshi Sogahata (34/0), Daigo Nishi (29/0), Yukitoshi Itō (6/0), Yasushi Endō (28/7), Takahide Umebachi (10/2), Shōma Doi (15/2), Takuya Nozawa (23/4), Shūhei Akasaki (1/0), Mitsuo Ogasawara (33/2) |
| Urawa Reds          | Norihiro Yamagishi (9/0), Keisuke Tsuboi (7/0), Tomoya Ugajin (31/1), Daisuke Nasu (32/9), Tomoaki Makino (34/6), Nobuhisa Yamada (10/0), Tsukasa Umesaki (28/2), Yōsuke Kashiwagi (34/8), Marcio Richardes (26/5), Kunimitsu Sekiguchi (20/1), Keita Suzuki (30/0), Tadaaki Hirakawa (27/0), Mitsuru Nagata (9/0), Nobuhiro Katō (25/0), Toyofumi Sakano (9/0), Yūki Abe (33/6), Genki Haraguchi (33/11), Shūto Kojima (1/0), Shin’ya Yajima (4/1), Shinzō Kōroki (33/13), Naoki Yamada (4/0), Ryōta Moriwaki (33/3) |
| Omiya Ardija        | Takashi Kitano (27/0), Kōsuke Kikuchi (34/2), Shunsuke Fukuda (1/0), Carlinhos (3/0), Takuya Aoki (28/4), Kōta Ueda (11/0), Takumi Shimohira (30/1), Cho Young-cheol (33/2), Zlatan (27/6), Daigō Watanabe (33/5), Shintarō Shimizu (1/0), Shōhei Takahashi (32/1), Hayato Hashimoto (1/0), Novakovic (26/12), Takuya Wada (9/0), Kōji Ezumi (5/0), Neill (9/0), Shin Kanazawa (25/2), Norio Suzuki (10/1), Kazuhiro Murakami (11/0), Tomoki Imai (23/1), Takamitsu Tomiyama (26/3), Daisuke Watabe (20/0), Keiki Shimizu (2/0), Yū Hasegawa (27/4), Yōsuke Kataoka (17/0) |
| Kashiwa Reysol      | Masato Fujita (15/0), Naoya Kondō (31/2), Daisuke Suzuki (23/1), Tatsuya Masushima (25/1), Hidekazu Ōtani (31/0), Masakatsu Sawa (7/1), Masato Kudō (33/19), Leandro Domingues (12/2), Cleo (27/9), Kenta Kanō (18/2), Jorge Wagner (27/2), Kōji Inada (2/0), Hiroki Akino (2/0), Jun’ya Tanaka (32/11), Yū Kimura (3/0), Akimi Barada (23/0), Takanori Sugeno (33/0), Wataru Hashimoto (20/0), Hirofumi Watanabe (12/1), Tetsurō Ōta (12/3), Kim Chang-soo (24/0), Ryōichi Kurisawa (26/0), Hiroyuki Taniguchi (8/0), Ryōsuke Yamanaka (10/0) |
| FC Tokyo            | Hitoshi Shiota (1/0), Yūhei Tokunaga (34/1), Masato Morishige (33/1), Hideto Takahashi (32/2), Ken’ichi Kaga (18/0), Kōsuke Ōta (34/3), Takuji Yonemoto (33/1), Ariajasuru Hasegawa (32/5), Kazuma Watanabe (33/17), Tadanari Lee (13/4), Sōta Hirayama (21/5), Hiroki Kawano (4/0), Naohiro Ishikawa (22/2), Shūichi Gonda (33/0), Yōhei Hayashi (3/0), Sōtan Tanabe (2/0), Jang Hyun-soo (26/2), Nemanja Vucicevic (16/3), Hirotaka Mita (17/2), Keigo Higashi (32/2), Yoshinori Mutō (1/0), Lucas (34/11) |
| Kawasaki Frontale   | Rikihiro Sugiyama (11/0), Hiroki Itō (23/0), Yūsuke Tanaka (31/1), Yūsuke Igawa (14/0), Jeci (19/3), Masaki Yamamoto (33/2), Sōta Nakazawa (20/1), Takanobu Komiyama (10/0), Takurō Yajima (17/3), Renato (28/12), Yū Kobayashi (23/5), Yoshito Ōkubo (33/26), Kengo Nakamura (29/7), Yūki Sanetō (22/0), Ryōta Ōshima (12/0), Yūki Natsume (1/0), Patric (8/2), Alan Pinheiro (10/0), Kentarō Moriya (16/1), Jun’ichi Inamoto (25/0), Yōhei Nishibe (23/0), Akito Fukumori (6/0), Kyōhei Noborizato (29/0), Kōya Kazama (3/0), Kyōtarō Yamakoshi (1/0), Kōki Kazama (1/0) |
| Yokohama F. Marinos | Tetsuya Enomoto (33/0), Takashi Amano (2/0), Yūzō Kurihara (31/2), Dutra (33/1), Shōhei Ogura (17/0), Shingō Hyōdō (33/7), Kōsuke Nakamachi (33/1), Manabu Saitō (28/4), Yūzō Kobayashi (33/0), Andrew Kumagai (4/0), Fabio (14/1), Jin Hanato (15/1), Marquinhos (32/16), Yoshihito Fujita (32/2), Yūhei Satō (11/0), Yūji Nakazawa (34/1), Yūta Narawa (10/0), Shunsuke Nakamura (33/10), Jeong Dong-ho (1/0), Seitarō Tomisawa (29/3), Yūji Rokutan (2/0) |
| Shonan Bellmare     | Nobuyuki Abe (13/0), Shōma Kamata (21/0), Wataru Endō (17/3), Hirokazu Usami (9/0), Shōta Kobayashi (30/0), Ryōta Nagaki (33/4), Han Kook-young (30/0), Kaoru Takayama (32/4), Quirino (13/2), Stevo (8/1), Daisuke Kikuchi (30/2), Ken Iwao (7/0), Tōmi Shimomura (8/0), Yūzō Iwakami (9/1), Edivaldo (3/0), Wellington (16/3), Kenji Baba (7/1), Tatsuya Furuhashi (7/0), Shūhei Ōtsuki (14/0), Yūki Igari (1/0), Shunsuke Andō (10/0), Kazunari Ōno (32/3), Ryōta Kajikawa (23/2), Kenji Arabori (2/0), Masashi Kamekawa (20/1), Kōsuke Taketomi (21/3), Tsuyoshi Shimamura (27/2), Kweon Han-jin (4/0), Hiroto Nakagawa (7/0), Ryōsuke Kawano (1/0), Alex Santana (12/0), Yōhei Ōtake (9/1)            |
| Ventforet Kofu      | Kōta Ogi (17/0), Kensuke Fukuda (32/2), Hideomi Yamamoto (29/0), Marquinhos Parana (21/0), Shō Sasaki (33/3), Katsuya Ishihara (10/0), Ryōhei Arai (3/0), Ortigoza (8/1), Gilsinho (16/0), Atsushi Izawa (10/0), Hugo (15/5), Patric (16/5), Choi Sung-keun (1/0), Akito Kawamoto (24/1), Masaru Matsuhashi (19/0), Takuma Tsuda (3/0), Yoshifumi Kashiwa (34/4), Kōhei Morita (10/0), Masahiro Kaneko (9/0), Kōhei Kawata (17/0), Naotake Hanyū (20/0), Kazuki Hiramoto (23/3), Naoaki Aoyama (29/2), Teruyoshi Itō (6/0), Yūki Hashizume (3/0), Kōki Mizuno (19/0), Kazunari Hosaka (22/1), Hidetoshi Miyuki (1/0), Hiroki Oka (1/0), Yukio Tsuchiya (22/2)                                              |
| Albirex Niigata     | Takaya Kurokawa (13/0), Kentarō Ōi (33/2), Kim Kun-hoan (19/2), Mizuki Hamada (6/0), Yūta Mikado (34/1), Seiya Fujita (21/0), Leo Silva (32/1), Tatsuya Tanaka (32/2), Bruno Lopes (9/0), Roger Gaucho (7/1), Noriyoshi Sakai (7/0), Isao Homma (11/0), Hideya Okamoto (27/6), Jun Uchida (7/0), Shō Naruoka (34/4), Kim Jin-su (31/0), Kengo Kawamata (32/23), Masaaki Higashiguchi (21/0), Atomu Tanaka (33/4), Naoki Kawaguchi (22/0), Yūsuke Murakami (3/0), Kenji Koyano (1/0), Musashi Suzuki (15/2), Michael James (14/0), Naoya Kikuchi (4/0), Shūsuke Tsubouchi (6/0) |
| Shimizu S-Pulse     | Akihiro Hayashi (14/0), Lee Ki-je (17/1), Yasuhiro Hiraoka (30/5), Calvin Jong-a-Pin (26/1), Taisuke Muramatsu (33/4), Kōta Sugiyama (30/1), Kōhei Hattanda (6/1), Hideki Ishige (32/2), Bare (16/4), Yōsuke Kawai (32/1), Yūji Senuma (9/0), Toshiyuki Takagi (30/6), Shō Itō (25/6), Mitsunari Musaka (7/0), Lee Min-soo (4/0), Ryō Takeuchi (26/0), Masatoshi Kushibiki (20/0), Kenta Uchida (2/1), Ryōhei Shirasaki (1/0), Tomonobu Hiroi (3/0), Yutaka Yoshida (28/1), Genta Miura (2/0), Naoya Okane (3/0), Jumpei Takaki (7/0), Kazuya Murata (23/1), Takuya Honda (15/0), Radoncic (15/6), Genki Ōmae (14/7)                                                                                       |
| Júbilo Iwata        | Yoshikatsu Kawaguchi (21/0), Shun'ya Suganuma (16/1), Yūki Kobayashi (1/0), Yūichi Komano (34/2), Hiroto Tanaka (7/0), Yūki Kobayashi (31/1), Baek Sung-dong (19/1), Ryōhei Yamazaki (21/4), Hiroki Yamada (30/8), Takuya Matsuura (26/2), Tomohiko Miyazaki (23/0), Minoru Suganuma (2/0), Jō Kanazawa (1/0), Hidetaka Kanazono (30/6), Ryōichi Maeda (33/9), Masahiko Inoha (25/1), Shūto Yamamoto (8/1), Naoki Hatta (13/0), Jung Woo-young (13/0), Kōsuke Yamamoto (27/1), Cho Byung-kuk (21/1), Nagisa Sakurauchi (2/0), Ryōsuke Matsuoka (5/0), Yoshirō Abe (10/2), Yoshiaki Fujita (32/0), Michihiro Yasuda (7/0), Carlinhos (11/0)                                                                 |
| Nagoya Grampus      | Seigō Narazaki (34/0), Yūsuke Muta (8/0), Marcus Tulio Tanaka (27/3), Takahiro Masukawa (28/3), Shōhei Abe (32/0), Naoshi Nakamura (20/1), Jungo Fujimoto (28/3), Jakimovski (15/0), Yoshizumi Ogawa (33/9), Keiji Tamada (31/9), Ryōta Isomura (6/0), Yūki Honda (5/1), Kennedy (27/12), Kensuke Nagai (14/0), Kishō Yano (29/1), Danilson (29/0), Daniel (24/1), Yōsuke Ishibitsu (1/0), Nikki Havenaar (1/0), Ryōta Tanabe (4/0), Taishi Taguchi (25/0), Hayuma Tanaka (34/1), Teruki Tanaka (16/2) |
| Cerezo Osaka        | Yōhei Takeda (1/0), Takahiro Ōgihara (32/2), Teruyuki Moniwa (16/0), Kōta Fujimoto (28/0), Hotaru Yamaguchi (34/6), Tōru Araiba (11/0), Yōichirō Kakitani (34/21), Edno (28/5), Jumpei Kusukami (24/0), Takumi Minamino (29/5), Yūsuke Maruhashi (31/0), Takuma Edamura (24/2), Noriyuki Sakemoto (29/1), Tomonobu Yokoyama (11/1), Ken’yū Sugimoto (30/3), Kim Jin-hyeon (34/0), Tatsuya Yamashita (26/3), Masato Kurogi (1/0), Daiki Kogure (3/0), Simplicio (31/4), Branco (5/0), Kenta Mukuhara (4/0) |
| Sanfrecce Hiroshima | Shūsaku Nishikawa (33/0), Hwang Seok-ho (26/3), Hiroki Mizumoto (34/3), Kazuhiko Chiba (34/1), Toshihiro Aoyama (33/3), Kōji Morisaki (6/1), Kazuyuki Morisaki (33/0), Naoki Ishihara (33/10), Yōjirō Takahagi (31/3), Hisato Satō (34/17), Takuya Masuda (1/0), Mikic (29/2), Tomotaka Okamoto (6/0), Satoru Yamagishi (26/0), Park Hyung-jin (17/1), Hironori Ishikawa (3/0), Yūtarō Hara (1/0), Gakuto Notsuda (20/4), Sena Inami (4/0), Kōhei Shimizu (19/0), Takuma Asano (1/0), Tsukasa Shiotani (34/3), Kōji Nakajima (2/0), Hayao Kawabe (3/0) |
| Sagan Tosu          | Taku Akahoshi (16/0), Keita Isozaki (9/0), Teruaki Kobayashi (20/0), Tatsuya Sakai (14/0), Kōta Mizunuma (27/4), Roni (4/0), Ryūji Bando (6/0), Kim Min-woo (33/5), Yōhei Toyoda (33/20), Tatsurō Okuda (4/0), Kim Jung-ya (8/0), Naoyuki Fujita (31/2), Ryūhei Niwa (33/1), Nilson (16/2), Ryūnosuke Noda (20/4), Shōhei Okada (12/1), Yeo Sung-hae (29/0), Kei Ikeda (31/6), Toshiya Sueyoshi (7/0), Takashi Kanai (15/2), Ryōta Hayasaka (26/3), Kōki Kiyotake (10/0), Yoshiki Takahashi (34/2), Shōhei Kishida (3/0), Akito Fukuta (2/0), Eisuke Fujishima (2/0), Akihiro Hayashi (13/0), Naoya Kikuchi (15/0)                                                                                         |
| Oita Trinita        | Keisuke Shimizu (10/0), Arata Kodama (11/0), Akihiro Sakata (23/2), Yūki Fukaya (4/0), Masashi Wakasa (18/2), Kōhei Tokita (21/1), Yūji Kimura (24/1), Hironori Nishi (25/0), Rui Komatsu (5/1), Choi Jung-han (28/1), Shinji Murai (7/0), Daiki Takamatsu (28/5), Takuma Nagayoshi (4/0), Takenori Hayashi (8/0), Rei Matsumoto (8/1), Kazumichi Takagi (21/0), Shinji Tsujio (13/0), Yasuhito Morishima (30/7), Kenta Tanno (25/0), Kim Jeong-hyun (3/0), Yū Yasukawa (24/2), Yū Kijima (11/1), Yūsuke Gotō (3/0), Ken Matsubara (8/0), Hirotaka Tameda (21/0), Masaya Matsumoto (9/1), Rodrigo Mancha (29/0), Masashi Miyazawa (20/0), Takuya Marutani (16/1), Riki Matsuda (9/4), Yōhei Kajiyama (9/1) |

## Statistik

### Tabelle
| Pl.                    | Verein                  | Sp. | S  | U  | N  | Tore    | Diff. | Punkte |
| ---------------------- | ----------------------- | --- | -- | -- | -- | ------- | ----- | ------ |
| 1.                     | Sanfrecce Hiroshima (M) | 34  | 19 | 6  | 9  | 051:290 | +22   | 63     |
| 2.                     | Yokohama F. Marinos     | 34  | 18 | 8  | 8  | 049:310 | +18   | 62     |
| 3.                     | Kawasaki Frontale       | 34  | 18 | 6  | 10 | 065:510 | +14   | 60     |
| 4.                     | Cerezo Osaka            | 34  | 16 | 11 | 7  | 053:320 | +21   | 59     |
| 5.                     | Kashima Antlers         | 34  | 18 | 5  | 11 | 060:520 | +8    | 59     |
| 6.                     | Urawa Red Diamonds      | 34  | 17 | 7  | 10 | 066:560 | +10   | 58     |
| 7.                     | Albirex Niigata         | 34  | 17 | 4  | 13 | 048:420 | +6    | 55     |
| 8.                     | FC Tokyo                | 34  | 16 | 6  | 12 | 061:470 | +14   | 54     |
| 9.                     | Shimizu S-Pulse         | 34  | 15 | 5  | 14 | 048:570 | −9    | 50     |
| 10.                    | Kashiwa Reysol (P)      | 34  | 13 | 9  | 12 | 056:590 | −3    | 48     |
| 11.                    | Nagoya Grampus          | 34  | 13 | 8  | 13 | 047:480 | −1    | 47     |
| 12.                    | Sagan Tosu              | 34  | 13 | 7  | 14 | 054:630 | −9    | 46     |
| 13.                    | Vegalta Sendai          | 34  | 11 | 12 | 11 | 041:380 | +3    | 45     |
| 14.                    | Ōmiya Ardija            | 34  | 14 | 3  | 17 | 045:480 | −3    | 45     |
| 15.                    | Ventforet Kofu (N)      | 34  | 8  | 13 | 13 | 030:410 | −11   | 37     |
| 16.                    | Shonan Bellmare (N)     | 34  | 6  | 7  | 21 | 034:620 | −28   | 25     |
| 17.                    | Júbilo Iwata            | 34  | 4  | 11 | 19 | 040:560 | −16   | 23     |
| 18.                    | Ōita Trinita (N)        | 34  | 2  | 8  | 24 | 031:670 | −36   | 14     |
| Stand: Ende der Saison |                         |     |    |    |    |         |       |        |

Nach Ende der Saison:
| Zum Saisonende 2012: |                                                                                      |
| (M)                  | Japanischer Meister 2012: Kashiwa Reysol                                             |
| (P)                  | Japanischer Pokalsieger 2012: FC Tokyo                                               |
| (N)                  | Aufsteiger aus der J.League Division 2 2012: FC Tokyo, Sagan Tosu, Consadole Sapporo |